# تیواستال

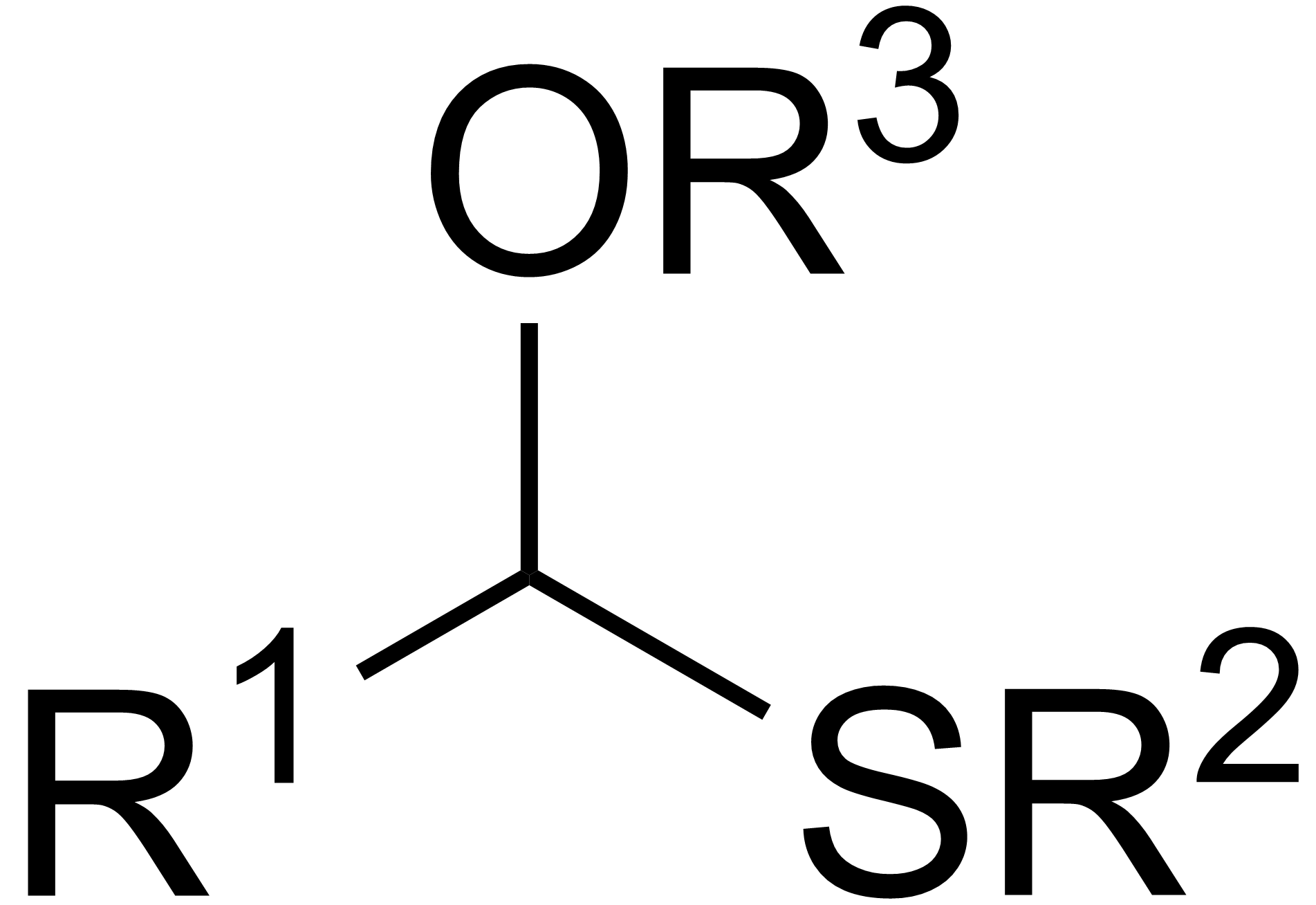
ساختار کلی یک مونوتیواستال.

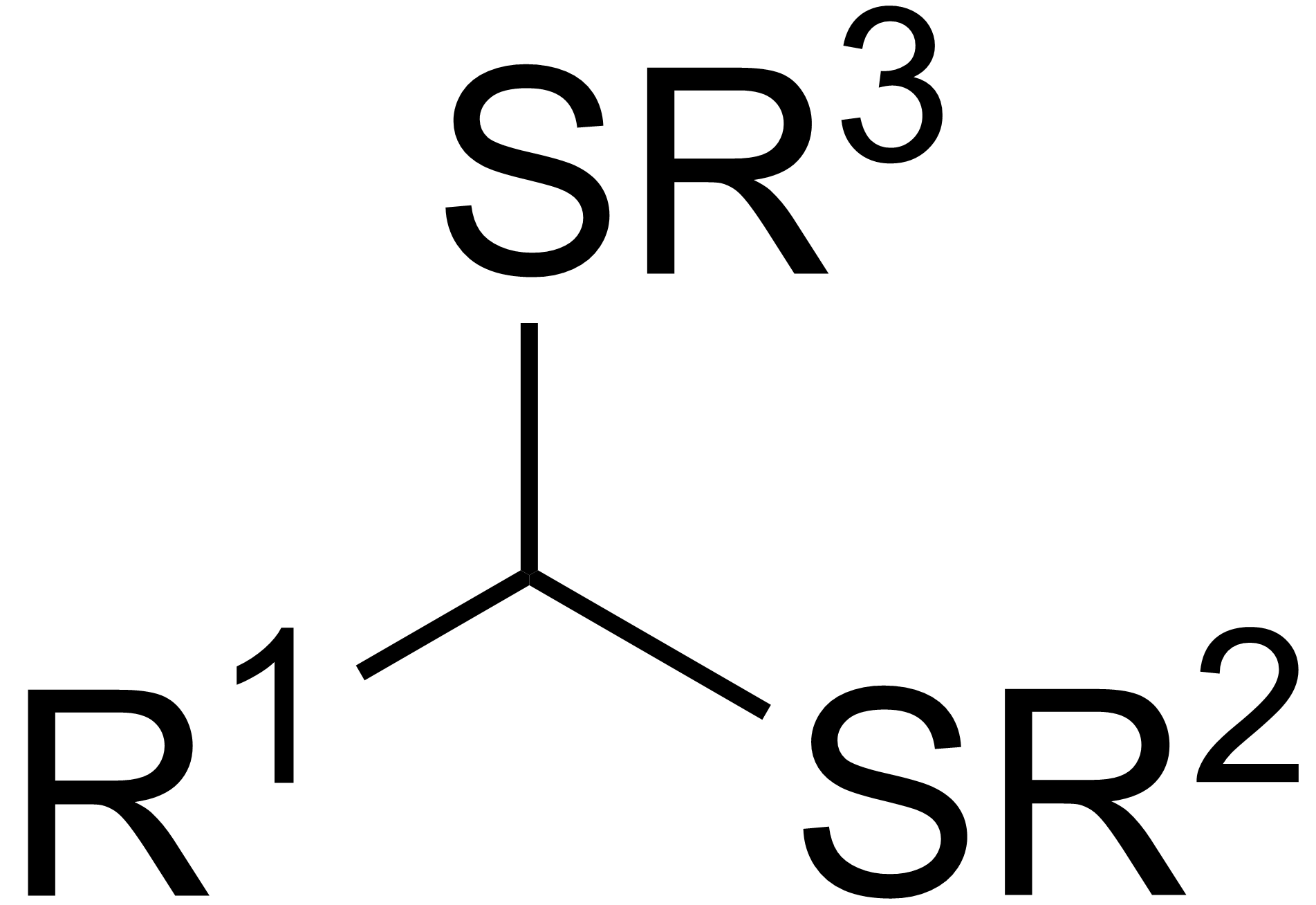
ساختار کلی یک دی‌تیواستال.

تیواستال‌ها(به انگلیسی: Thioacetal) آنالوگ‌های ساختاری حاوی گوگرد از استال هستند که به دو طبقه مونوتیواستال‌ها و دی‌تیواستال‌ها تقسیم می‌شوند. مونوتیواستال‌ها کمتر رایج هستند و گروه عاملی آن‌ها RC(OR')(SR")H است. گروه عاملی دی‌تیواستال‌های متقارن RC(SR')2H  و دی‌تیواستال‌های نامتقارن RC(SR')(SR")H است.